# Río Grande (Ohio)
Río Grande es una villa ubicada en el condado de Gallia en el estado estadounidense de Ohio. En el Censo de 2010 tenía una población de 830 habitantes y una densidad poblacional de 234,26 personas por km².

## Geografía
Río Grande se encuentra ubicada en las coordenadas 38°52′50″N 82°22′46″O / 38.88056, -82.37944. Según la Oficina del Censo de los Estados Unidos, Río Grande tiene una superficie total de 3.54 km², de la cual 3.51 km² corresponden a tierra firme y (0.8%) 0.03 km² es agua.

## Demografía
Según el censo de 2010, había 830 personas residiendo en Río Grande. La densidad de población era de 234,26 hab./km². De los 830 habitantes, Río Grande estaba compuesto por el 87.23% blancos, el 8.8% eran afroamericanos, el 0.24% eran amerindios, el 0.6% eran asiáticos, el 0% eran isleños del Pacífico, el 0.72% eran de otras razas y el 2.41% pertenecían a dos o más razas. Del total de la población el 1.33% eran hispanos o latinos de cualquier raza.